# Egon Schiele, enfer et passion
Pour plus de détails, voir Fiche technique et Distribution.
Egon Schiele, enfer et passion (Egon Schiele - Exzesse und Bestrafung) est un film franco-germano-autrichien réalisé par Herbert Vesely (de) et sorti en 1980.
Il retrace certains épisodes de la vie du peintre autrichien Egon Schiele (1890-1918), rattaché à l'expressionnisme.

## Synopsis
En 1912, Schiele a une relation amicale avec Tatyana, âgée de treize ans, qui fugue chez lui et sa maîtresse Wally. Le père de Tatyana porte plainte, ce qui entraîne l'arrestation de Schiele, condamné à 23 jours de prison. Après sa libération il épouse Edith Harms mais reste amoureux de Wally Neuzil, son modèle préféré.
Mobilisé à l'arrière, Schiele prend part à la Première Guerre mondiale. Fin 1918 il meurt de la grippe espagnole, ainsi qu'Édith, enceinte.

## Fiche technique
Sauf indication contraire, les informations mentionnées dans cette section peuvent être confirmées par la base de données cinématographiques Unifrance,  présente dans la section « Liens externes ».
- Titre original allemand : Egon Schiele – Exzesse und Bestrafung[1] (« Excès et châtiment »)
- Titre français : Egon Schiele, enfer et passion[2]
- Réalisation : Herbert Vesely (de)
- Scénario : Herbert Vesely (de), Leo Tichat (de)
- Photographie : Rudolf Blaháček (cs)
- Montage : Dagmar Hirtz
- Musique : Brian Eno (avec des emprunts à Anton Webern et Félix Mendelssohn)
- Décors : Alfred Deutsch
- Costumes : Maleen Pacha
- Trucages : Reinhard Hoppe
- Production : Dieter Geissler, Robert Russ
- Sociétés de production : Dieter Geissler Filmproduktion, Co Hertellungs & Vertrieb KG, Cinéproduction, Gamma-Film
- Pays de production :  Autriche -  Allemagne de l'Ouest -  France
- Langue originale : français, allemand
- Format : Couleur - 1,66:1 - Son mono - 35 mm
- Genre : Biographie picturale[2]
- Durée : 88 minutes (1 h 28)
- Dates de sortie :  
  - France : mai 1980 (Festival de Cannes 1980) ; 20 juillet 1983 (sortie nationale)[2]
  - Autriche : 28 octobre 1980[1]
  - Allemagne de l'Ouest : 20 février 1981 (avant-première) ; 27 mai 1981 (sortie nationale)[1]

## Distribution
- Mathieu Carrière : Egon Schiele
- Jane Birkin : Wally
- Christine Kaufmann : Edith Harms-Schiele
- Kristina van Eyck : Adele Harms
- Nina Fallenstein : Tatjana
- Marcel Ophüls : Dr Stovel
- Robert Dietl : Benesch
- Ramona Leiß : Gerti